# Eliseo Alberto
Eliseo Alberto de Diego García-Marruz (ur. 10 września 1951 w Arroyo Naranjo, Hawana, zm. 31 lipca 2011) – kubański pisarz, poeta i scenarzysta filmowy.
Ukończył dziennikarstwo na uniwersytecie w Hawanie. Później zamieszkał w Meksyku. Wykładał na uczelniach filmowych na Kubie i w Meksyku. Był bliskim współpracownikiem Gabriela Márqueza. W 1998 za Caracol Beach otrzymał Premio Alfaguara.
W Polsce ukazało się pięć powieści. Akcja Niech Bóg sprawi… i Caracol Beach rozgrywa się na Florydzie, w środowisku latynoskich emigrantów. Ich centralnymi postaciami są jednak Kubańczycy – pierwszej morderca osadzony w klatce w ZOO, drugiej były żołnierz kubańskiej armii, uczestnik wojny domowej w Angoli, obecnie stróż złomowiska samochodów. Książki Alberto przypominają scenariusze – do głównego tekstu pisarz dodaje spis postaci oraz wydarzeń, stosuje także filmowe chwyty przy konstruowaniu ich fabuły.

## Polskie przekłady
- W poniedziałek wieczność wreszcie się zaczyna (La eternidad por fin comienza un lunes 1992)
- Eliseo Alberto: Caracol Beach. Maciej Ziętara (tłum.). Warszawa: Muza, 2001, s. 278. ISBN 83-7200-964-3.
- Eliseo Alberto: Niech Bóg sprawi, żeby istniał Bóg (La fábula de José). Maciej Ziętara (tłum.). Warszawa: Muza, 2003, s. 229. ISBN 83-7319-247-6.
- Ester, gdzieś tam (Esther en alguna parte 2005)
- Teatr Hrabiego Erosa (El retablo del Conde Eros 2008)